# Léon Marchal
Léon Marchal, né le 8 juin 1900 à Badonviller en Meurthe-et-Moselle et mort le 24 septembre 1956 à Strasbourg, est un diplomate français qui a été secrétaire général du Conseil de l'Europe de 1953 jusqu'à sa mort.

## Biographie
Après des études de philosophie à l'Université de Strasbourg et à l'Université de Paris, Marchal entre au service des affaires étrangères en 1921 et devient chef adjoint du consul général à Montréal en 1929, puis, de 1932 à 1934, chef du consul général. Après être devenu deuxième secrétaire du consul général à Munich en 1934 et consul de seconde classe en 1935, il fut détaché auprès de l'ambassade des États-Unis.
Le 23 avril 1942, Marchal est rappelé par le régime de Vichy, avant d'être nommé « chargé d'affaires » au Canada le 15 août 1942 par le Comité national français de France. L'année suivante, il devient secrétaire général et chef de la fonction publique du gouverneur général de l'Algérie en 1943, ainsi que secrétaire général du général résident du Maroc, puis envoyé envoyé au résident général du Maroc.
Après la fin de la Seconde Guerre mondiale, en 1947, il devient ambassadeur au Pakistan, suivi d'une charge d'ambassadeur en Thaïlande en 1949.
En 1951, Marchal devient représentant de la France à la Commission des Nations unies pour la conciliation en Palestine puis au ministère de l'Afrique et du Levant au ministère des Affaires étrangères du Quai d'Orsay.
Après la mort de Jacques-Camille Paris à Paris le 17 juillet 1953, Marchal devient son successeur en tant que secrétaire général du Conseil de l'Europe le 21 septembre 1953. Il a occupé ce poste jusqu'à sa mort, le 24 septembre 1956. Un an plus tard, Lodovico Benvenuti a été nommé successeur le 15 septembre 1957.

## Publications
- Les origines de Montréal, Ville-Marie, 1642-1665 - 1942 Edition Beauchemin à Montréal
- Vichy : Deux ans d'imposture, de Pétain à Laval, 1943, réimpression 2013  (ISBN 1-25896-870-3).